# Anabathmis newtonii
Anabathmis newtonii е вид птица от семейство Nectariniidae.

## Разпространение
Видът е разпространен в Сао Томе и Принсипи.